# The Nautical Almanac
The Nautical Almanac – popularny tytuł dla serii oficjalnych brytyjskich almanachów opublikowanych pod różnymi tytułami od pierwszego wydania Nautical Almanac i Astronomical Ephemeris w 1767. Był to pierwszy w historii almanach morski zawierający dane ułatwiające określenie długości geograficznej na morzu. Pierwotnie był publikowany przez Królewskie Obserwatorium Astronomiczne w Greenwich (Royal Observatory Greenwich) pod Londynem.
Od 1958 (z edycją w 1960), HM Nautical Almanac Office i US Naval Observatory wspólnie publikują jednolity Nautical Almanac, do użytku flot nie tylko tych dwóch krajów.